# Kukulcania utahana
Kukulcania utahana är en spindelart som först beskrevs av Chamberlin och Ivie 1935.  Kukulcania utahana ingår i släktet Kukulcania och familjen Filistatidae. Inga underarter finns listade i Catalogue of Life.